# دانشگاه آزاد اسلامی
دانشگاه آزاد اسلامی با نام مستعار دانشگاه آزاد، سامانه دانشگاهی غیردولتی است که ستاد مرکزی دانشگاه آزاد اسلامی در تهران مستقر است و بزرگ‌ترین سامانه دانشگاهی در ایران و یکی از بزرگ‌ترین سامانه‌های دانشگاهی در جهان است. به جز ایران دارای شعبه‌هایی در کشورهای افغانستان، امارات متحده عربی، لبنان و انگلستان است. شورای عالی انقلاب فرهنگی و دولت چهاردهم، حامی اجرایی شدن کاهش تعداد واحد های دانشگاه آزاد اسلامی در سراسر کشور و خارج از کشور به یکصد واحد هستند.

## تاریخچه و بنیان‌گذاری دانشگاه آزاد اسلامی
دو سال پس از انقلاب فرهنگی ایران در اردیبهشت ۱۳۶۱، به پیشنهاد هاشمی رفسنجانی و با حمایت روح‌الله خمینی دانشگاه آزاد اسلامی تأسیس گردید. برخی از افراد سیاسی ارشد جمهوری اسلامی از جمله احمد خمینی و هاشمی رفسنجانی عضو هیئت امنای آن بودند.
ابتدا عبدالله جاسبی پیشنهاد خود را با هاشمی رفسنجانی در میان گذاشته و هاشمی در خطبه‌های نماز جمعه دربارهٔ دانشگاه در شرف تأسیس چنین گفت: «یکی از راه‌ها این است که از همین امسال در هر جا که دستمان رسید و شاید کم‌کم به روستا هم بکشد - البته به شهرهای کوچک به آسانی می‌رسد - مراکزی درست کنیم به نام دانشگاه آزاد».
چهار ماه بعد هاشمی رفسنجانی به‌عنوان رئیس شورای موقت دانشگاه و طی حکمی با سربرگ مجلس، عبدالله جاسبی را به ریاست موقت دانشگاه منصوب کرد. هیئت مؤسس دانشگاه شامل سید علی خامنه‌ای (رئیس‌جمهور وقت)، اکبر هاشمی رفسنجانی (رئیس مجلس وقت)، میرحسین موسوی (نخست‌وزیر وقت)، احمد خمینی (فرزند و رئیس دفتر خمینی) و عبدالله جاسبی تشکیل جلسه داده و جاسبی را به ریاست دانشگاه منصوب کرد.
نخستین واحد دانشگاهی، واحد تهران مرکز با نام پیشین واحد تهران با کد ۱۰۱ بود و بعد از آن واحد تبریز با کد ۱۰۲ بود که کریم زارع آن را تأسیس کرد و در سال‌های ۶۱ تا ۶۳ به عنوان نخستین رئیس واحد دانشگاه آزاد اسلامی، ریاست آن را به عهده داشت. نخستین آزمون ورودی دانشگاه در اسفند ۶۱ با شرکت ۳۲ هزار داوطلب در شاهرود، اهواز، تبریز، تهران، رشت، زاهدان، کرمان، مشهد و یزد برگزار شد و حدود ۳ هزار نفر در رشته‌های راه و ساختمان، برق، مکانیک، فیزیک، ریاضی، شیمی، صنایع فلزی، نساجی و حسابداری پذیرفته شدند. هاشمی رفسنجانی، رئیس هیئت امنای این دانشگاه، آن را از افتخارات و تجربه‌های موفق پس از انقلاب می‌دانست. نمونه دانشگاه آزاد و پیام نور در قبل از انقلاب ۵۷ وجود داشته‌اند که اولی مصادره گردیده و به دانشگاه علامه طباطبایی ملحق گردید. این گرته برداری به گونه ای بوده است که تنها نام دانشگاه آزاد ایران به دانشگاه آزاد اسلامی تغییر عنوان داده است.

## اداره دانشگاه
مطابق اساسنامه، ارکان دانشگاه عبارتند از:
- هیئت مؤسس
- هیئت امنا
- رئیس دانشگاه
- شورای دانشگاه

### هیئت مؤسس
مطابق اساسنامه دانشگاه، هیئت مؤسس شامل ۹ نفر هستند که به شرح زیر است:
1. علی اکبر ولایتی (رئیس هیئت مؤسس)
2. عبدالله جاسبی
3. محسن قمی
4. علی‌اکبر ناطق نوری (مستعفی)
5. حمید میرزاده (عدم شرکت در جلسات هیئت مؤسس)
6. سید حسن خمینی (عدم شرکت در جلسات هیئت مؤسس)
7. اکبر هاشمی رفسنجانی (فوت شده)
8. عبدالکریم موسوی اردبیلی (فوت شده)
9. بدون عضو (بلاتصدی)

بنابراین در حال حاضر هیئت مؤسس عملاً ۳ نفر هستند.
مطابق ماده ۸ اساسنامه اصلاحی دانشگاه، چنانچه اعضاء هیئت مؤسس به علل مختلف مانند فوت، استعفا، بیماری، برکناری، ناتوانی یا هر علت دیگر به ۶ نفر کاهش یابد، هیئت مؤسس باید افراد جایگزین به تعداد مورد نیاز را ظرف مدت ۳ ماه برای عضویت در هیئت مؤسس به شورای عالی انقلاب فرهنگی پیشنهاد کند.
تبصره۱ـ چنانچه هر یک از اعضای هیئت مؤسس در ۳ جلسه متوالی یا ۵ جلسه غیر متوالی و به‌طور غیرموجه شرکت نکنند، مستعفی تلقی می‌شوند و طبق مفاد ماده فوق جایگزین آن‌ها تعیین می‌شود.
تبصره۲ـ چنانچه هیئت مؤسس طبق حکم قسمت اخیر ماده فوق و ظرف مدت ۳ ماه افراد جایگزین را برای عضویت در هیئت مؤسس به شورای عالی انقلاب فرهنگی پیشنهاد ندهد، شورا راساً اقدام به معرفی و تصویب افراد جایگزین خواهد کرد.

#### تاریخچه هیئت مؤسس
در بدو تأسیس در سال ۱۳۶۱ اعضای هیئت مؤسس دانشگاه ۵ نفر به نمایندگی از رهبری و تمام قوا شامل اکبر هاشمی رفسنجانی (نماینده قوه مقننه، رئیس وقت مجلس و رئیس هیئت مؤسس)، عبدالله جاسبی (رئیس دانشگاه)، عبدالکریم موسوی اردبیلی (نماینده قوه قضائیه و رئیس وقت قوه قضائیه)، میرحسین موسوی (نماینده قوه مجریه و نخست‌وزیر وقت) و احمد خمینی (نماینده رهبری) بودند. پس از فوت احمد خمینی، حسن خمینی جانشین وی در هیئت مؤسس شد. در سال ۱۳۸۹ خورشیدی، شورای عالی انقلاب فرهنگی با اصلاح و تغییر اساسنامه دانشگاه تعداد اعضاء هیئت مؤسس را به ۹ نفر افزایش داد. مطابق با این مصوبه، آقایان حسن حبیبی، علی‌اکبر ولایتی، محسن قمی و حمید میرزاده به اعضای هیئت مؤسس افزوده شدند و میرحسین موسوی از عضویت هیئت مؤسس خارج شد. پس از فوت حسن حبیبی و تصویب هیئت مؤسس و شورای عالی انقلاب فرهنگی، علی‌اکبر ناطق نوری جایگزین او شد. در ۲ مرداد ۱۳۹۶ رسانه‌های ایران از استعفای ناطق نوری از هیئت مؤسس دانشگاه آزاد خبر دادند. بر این اساس ناطق نوری در پاسخ به نامه یک عضو هیئت علمی دانشگاه که نظر وی را دربارهٔ تغییرات پدید آمده در دانشگاه آزاد اسلامی سؤال کرده بود، پاسخ داده است: «بنده از عضویت در هیئت مؤسس استعفا داده‌ام و اصلاً در جریان آنچه در دانشگاه آزاد می‌گذرد، نیستم و به هیچ وجه در امور دانشگاه دخالت نداشته و ندارم؛ بنابراین آنچه در مورد اینجانب گفته می‌شود، به‌شدت تکذیب می‌شود.» در اسفندماه ۱۳۹۳ هاشمی رفسنجانی رئیس هیئت مؤسس دانشگاه آزاد اسلامی، علی‌محمد نوریان را به سمت دبیرکل هیئت مؤسس انتخاب کرد. در حال حاضر از سال ۱۳۹۹ مهدی نوید ادهم دبیرکل هیئت مؤسس است. پس از فوت هاشمی رفسنجانی، علی‌اکبر ولایتی با حکم رهبر ایران به ریاست هیئت مؤسس دانشگاه انتخاب شد.

### هیئت امنا
هیئت امنا که عالی‌ترین مرجع تصمیم‌گیری در مورد دانشگاه است متشکل از ۱۰ نفر به شرح زیر است:
- سه نفر از اعضای هیئت مؤسس که حتماً یک نفر از آن‌ها باید روحانی باشد (علی‌اکبر ولایتی (رئیس هیئت امنا)، سید حسن خمینی، عبدالله جاسبی)
- سه نفر از اعضای هیئت علمی تمام وقت دانشگاه‌ها در مرتبه دانشیاری یا بالاتر که هیچ‌گونه سمت مدیریتی و حکومتی غیر از تدریس و پژوهش نداشته باشند به تصویب شورای عالی انقلاب فرهنگی (بیژن رنجبر، فریدون عزیزی، فرهاد رهبر)
- وزیر علوم (حسین سیمایی صراف)
- وزیر بهداشت (محمدرضا ظفرقندی)
- رئیس نهاد نمایندگی رهبری در دانشگاه‌ها (مصطفی رستمی)
- رئیس دانشگاه (دبیر هیئت امنا) (بیژن رنجبر) (سرپرست)

### هیئت رئیسه
انتخاب رئیس دانشگاه آزاد اسلامی بر عهده رئیس هیئت امنای دانشگاه است و توسط هیئت امناء به شورای عالی انقلاب فرهنگی پیشنهاد شده و پس از موافقت، با حکم رئیس هیئت امنا برای مدت چهار سال منصوب می‌شود. کلیه پردیس‌های دانشگاه آزاد اسلامی توسط هیئت رئیسه این دانشگاه اداره می‌شود.

### رؤسای دانشگاه آزاد اسلامی
| رئیس                    | مدت زمان تصدی                     | محل تحصیل                     | تخصص                         |
| ----------------------- | --------------------------------- | ----------------------------- | ---------------------------- |
| عبدالله جاسبی           | از تابستان ۱۳۶۱ تا اسفند ۱۳۹۰     | دانشگاه استون                 | مهندسی صنایع و مدیریت        |
| فرهاد دانشجو            | از اسفند ۱۳۹۰ تا شهریور ۱۳۹۲      | دانشگاه وست‌مینستر             | مهندسی عمران و زلزله         |
| حمید میرزاده            | از شهریور ۱۳۹۲ تا اردیبهشت ۱۳۹۶   | دانشگاه نیو ساوت ولز          | مهندسی پلیمر و بیومواد       |
| علی‌محمد نوریان (سرپرست) | از اردیبهشت ۱۳۹۶ تا ۲۵ تیر ۱۳۹۶   | دانشگاه ولز                   | مهندسی برق و فیزیک           |
| فرهاد رهبر              | از ۲۵ تیر ۱۳۹۶ تا ۲۸ مرداد ۱۳۹۷   | دانشگاه تهران                 | اقتصاد نظری                  |
| محمدمهدی طهرانچی        | از ۲۸ مرداد ۱۳۹۷ تا ۲۳ خرداد ۱۴۰۴ | مؤسسه فیزیک و فناوری مسکو     | فیزیک کاربردی و مواد پیشرفته |
| بیژن رنجبر (سرپرست)     | از ۲۳ خرداد ۱۴۰۴ تا کنون          | انستیتو فیزیک و تکنولوژی مسکو | بیوفیزیک                     |

### جنجال ریاست بر دانشگاه
ریاست این دانشگاه از اسفند ۱۳۹۰ پس از کش و قوس‌های طولانی از طرف شورای عالی انقلاب فرهنگی به فرهاد دانشجو داده شد. اکبر هاشمی رئیس هیئت امنای دانشگاه آزاد از امضای حکم فرهاد دانشجو امتناع ورزید و بنا به قانون به رئیس‌جمهور واگذار شد و احمدی‌نژاد –رئیس‌جمهور وقت– امضای حکم را به وزیر علوم واگذار کرد و وزیر علوم حکم ریاست دانشگاه آزاد را امضاء کرد. فرهاد دانشجو تا ۲۷ شهریور ۱۳۹۲ رئیس دانشگاه آزاد بود و در این تاریخ با رأی اکثریت اعضای هیئت امنای دانشگاه، حمید میرزاده، جایگزین وی شد. علی‌محمد نوریان طی حکم علی‌اکبر ولایتی، رئیس هیئت مؤسس و هیئت امناء دانشگاه در اردیبهشت ۱۳۹۶ به عنوان سرپرست موقت دانشگاه آزاد منصوب  و در ۲ مرداد فرهاد رهبر با تأیید شورای عالی انقلاب فرهنگی، رئیس قطعی دانشگاه آزاد شد. پیش از این، در جلسه هیئت امنای دانشگاه آزاد در ۲۵ تیرماه وی به عنوان سرپرست جدید این دانشگاه انتخاب و به کمیته انتخاب روسای دانشگاه‌ها شورای عالی انقلاب فرهنگی معرفی شده بود.

## برنامه‌ها
- سیستم اطلاعاتی الکترونیک: نرم‌افزار تحت وب آموزشیار
- سایت ازدواج دانشجویی همرسان[۲۹][۳۰][۳۱]

## رسانه‌ها
روزنامه فرهیختگان، خبرگزاری‌های آنا و ایسکانیوز ذیل مرکز رسانه و نشر علمی دانشگاه آزاد اسلامی فعالیت می‌کنند.

## واحدهای جامع
درجه جامع در دانشگاه آزاد اسلامی بالاترین رتبه‌ای است که به واحدهای پیشرو از طرف سازمان مرکزی داده می‌شود. در حال حاضر ۴۷ واحد از حدود ۴۰۰ واحد و مرکز دانشگاه آزاد اسلامی حائز این درجه هستند که عبارتند از:

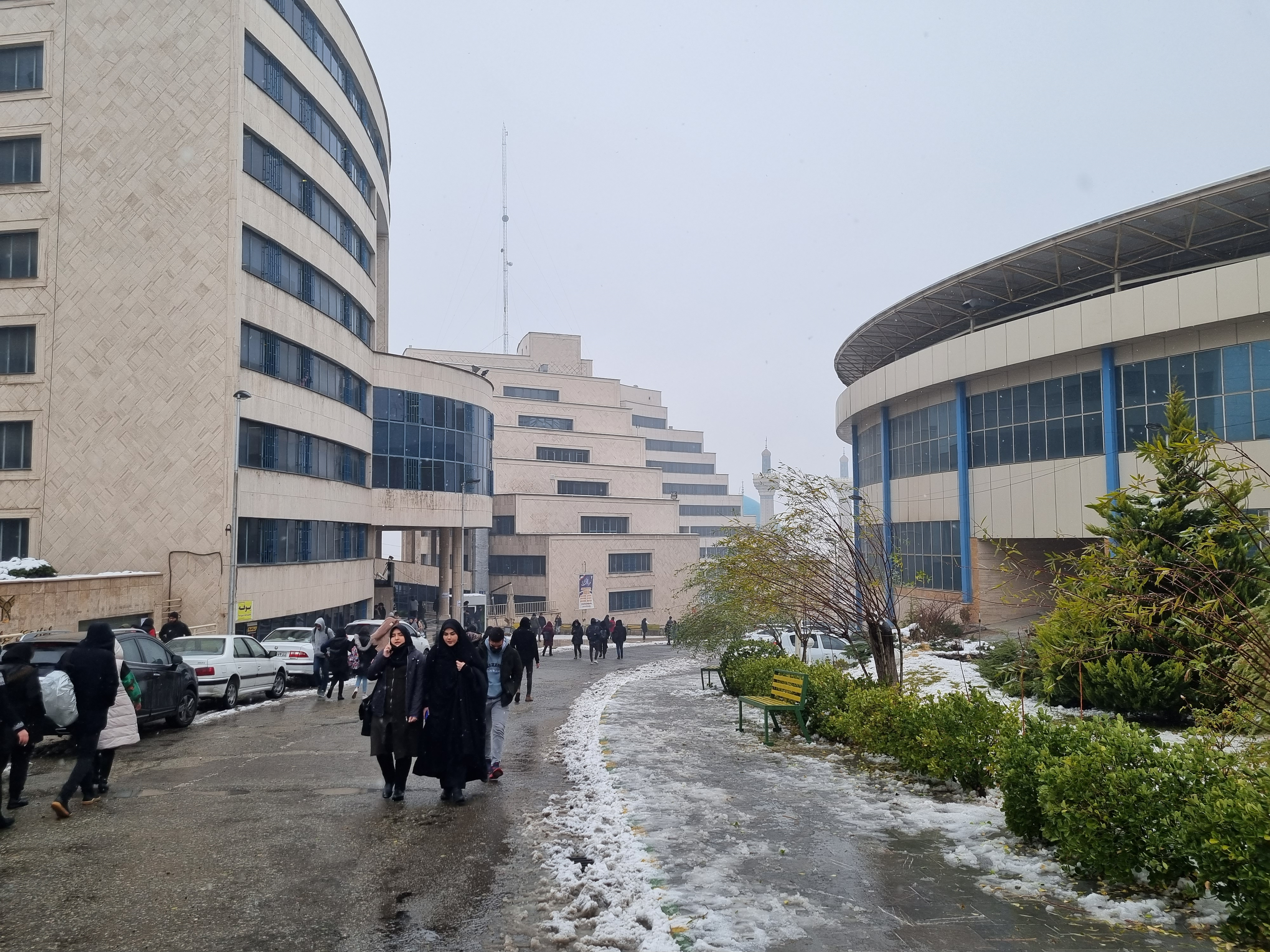
نمایی ساختمان ولایت - دانشگاه آزاد تهران مرکز (سوهانک)

### شهر تهران
علوم پزشکی،
تهران شمال،
تهران جنوب،
تهران غرب،
تهران مرکزی،
علوم و تحقیقات،
تهران شرق،
یادگار امام

### تمامی مراکز استان‌ها
اراک،
اردبیل،
ارومیه،
اصفهان (خوراسگان)،
اهواز،
ایلام،
بجنورد،
بندرعباس،
بوشهر،
بیرجند،
تبریز،
خرم‌آباد،
رشت،
زاهدان،
زنجان،
ساری،
سمنان،
سنندج،
شهرکرد،
شیراز،
قزوین،
قم،
کرج،
کرمان،
کرمانشاه،
گرگان،
مشهد،
همدان،
یاسوج،
یزد

### غیر از مراکز استان‌ها
قائم‌شهر، اسلام‌شهر، هشتگرد، بروجرد، چالوس، دامغان، شهریار، رودهن، ساوه، شاهرود، شهر قدس، خمینی شهر، نجف‌آباد، نیشابور، کاشمر، ورامین، شوشتر، کاشمر، دزفول و...

### واحدهای جامع مستقل
واحدهای جامع مستقل اختیارات بیشتری دارد و مستقیم با سازمان مرکزی و همین‌طور رئیس دانشگاه آزاد اسلامی کار می‌کند، یعنی این واحدها تابع دانشگاه استان نیستند و ساختار تشکیلاتی دارند که عبارتند از:
نجف‌آباد، علوم و تحقیقات و واحد الکترونیکی

## نحوه پذیرش
در سال‌های ابتدایی آغاز فعالیت دانشگاه آزاد اسلامی، نوع پذیرش صرفاً از طریق کنکور سراسری بود. اما در سال‌های اخیر، دانشگاه علاوه بر کنکور سراسری سازمان سنجش، اقدام به جذب دانشجو در مقاطع کاردانی و کارشناسی به صورت بدون کنکور و صرفاً براساس سوابق تحصیلی نیز می‌کند. ثبت نام بدون کنکور و براساس سوابق تحصیلی دانشگاه، در هر سال دو بار در نیمسال‌های تحصیلی اول و دوم در مهر و بهمن ماه از طریق وب سایت رسمی مرکز سنجش و پذیرش دانشگاه آزاد اسلامی انجام می‌شود. به‌طور معمول این دانشگاه در هر سال در مقطع دکتری تخصصی ده هزار، دکتری حرفه ای سه هزار، کارشناسی ارشد شصت هزار، کارشناسی دویست هزار، کاردانی پنجاه هزار دانشجو و در مجموع حدود سیصد و بیست هزار دانشجو پذیرش می‌کند.

## آمارهای کلی

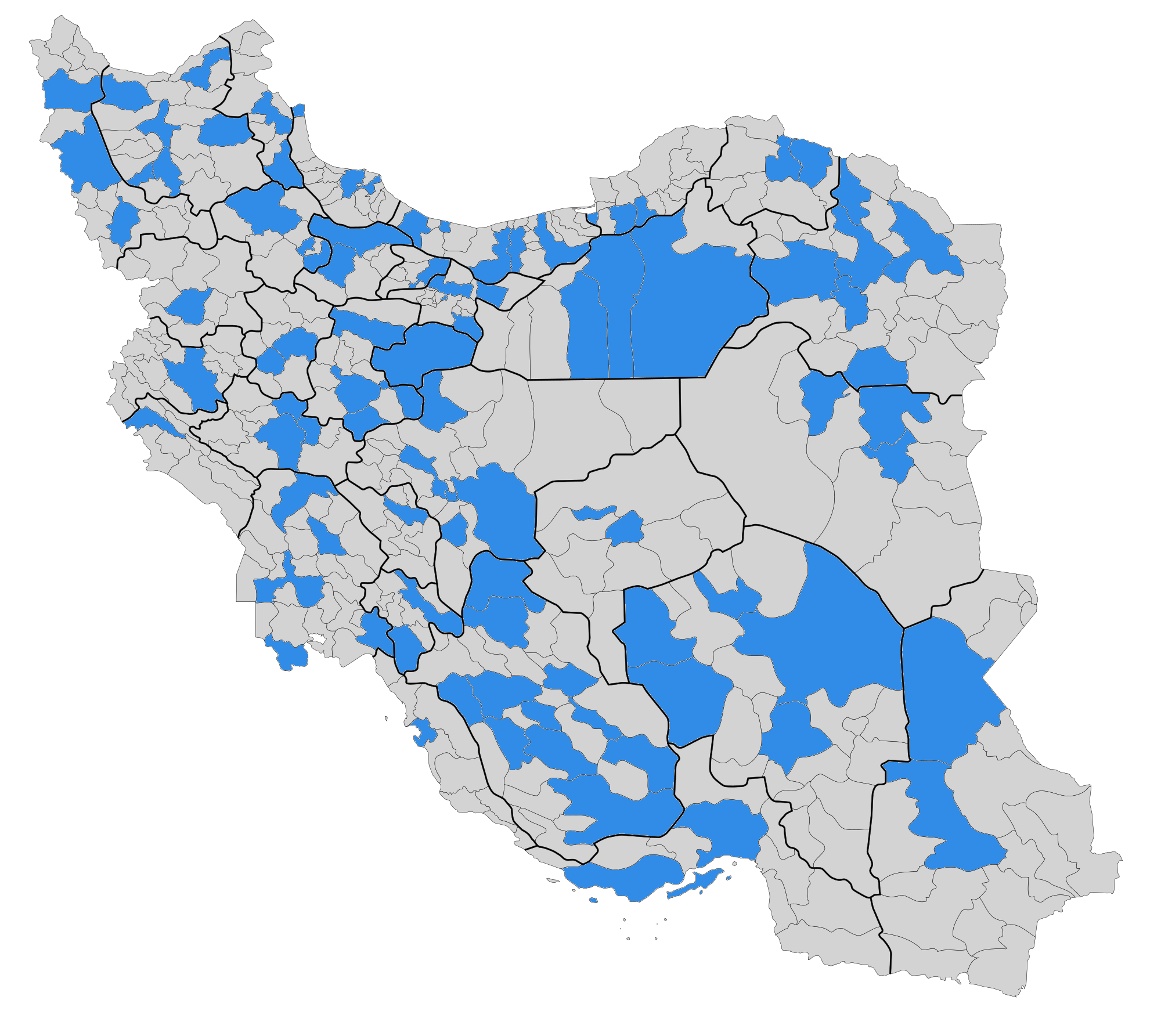
نقشه شهرستان‌هایی که دارای واحد مجری علوم پزشکی دانشگاه آزاد هستند

### آمار اعضای هیئت علمی و دانشجویان
کمبود استاد در دانشگاه آزاد نسبت به جمعیت دانشجویان و عدم تناسب تعداد اعضای هیئت علمی با دانشجویان تحصیلات تکمیلی، یکی از انتقادات واردشده بر این دانشگاه است. بر طبق آخرین آمار تعداد دانشجویان که مربوط به سال تحصیلی ۹۱–۹۰ است، تعداد دانشجویان به شرح زیر است:
| کاردانی | کارشناسی | کارشناسی ارشد | دکتری حرفه‌ای | دکتری تخصصی | جمع     |
| ------- | -------- | ------------- | ------------ | ----------- | ------- |
| ۳۳۷۶۹۳  | ۱۰۲۲۸۱۷  | ۱۹۸۳۳۴        | ۱۰۰۸۵        | ۷۳۲۰        | ۱۵۷۶۳۴۹ |

بر طبق آخرین آمار، تعداد اعضای هیئت علمی تا پایان سال تحصیلی ۹۱–۹۰ به شرح زیر است:
| استاد | دانشیار | استادیار | مربی  | مربی آموزشیار | جمع   |
| ----- | ------- | -------- | ----- | ------------- | ----- |
| ۵۷۶   | ۸۸۳     | ۸۱۵۰     | ۱۹۹۷۱ | ۵۰۲           | ۳۰۰۸۳ |

لازم است ذکر شود که تا این سال (سال تحصیلی ۹۱–۹۰) تعداد اعضای هیئت علمی دانشگاه‌های دولتی ۱۸۲۸۲، وزارت بهداشت، درمان و آموزش پزشکی ۱۲۶۷۲، پیام نور ۲۸۲۹، مؤسسات آموزش عالی غیردولتی غیرانتفاعی ۲۲۳۴، وزارت آموزش و پرورش ۱۳۴ و دانشگاه فنی و حرفه‌ای ۸۰ نفر بوده است که بنابراین دانشگاه آزاد اسلامی بزرگ‌ترین جامعهٔ متشکل از اعضای هیئت علمی را دارد.
در حال حاضر (مهرماه ۱۳۹۳)، ۱۲ هزار نفر استادیار در دانشگاه آزاد اسلامی مشغول فعالیت هستند.
تا انتهای تیر ماه ۱۳۹۸ حدود ۶٬۰۰۰٬۰۰۰ تن از این دانشگاه دانش‌آموخته، حدود ۱٬۱۰۰٬۰۰۰ دانشجو در آن مشغول تحصیل، حدود ۲۵٬۰۰۰ عضو هیئت علمی تمام وقت و حدود ۴۵٬۰۰۰ استاد مدعو و ۳۵٬۰۰۰ کارمند در آن مشغول کار هستند.
این افراد در ۵۰۵ واحد و مرکز دانشگاهی و در فضایی حدود ۲۰٬۰۰۰٬۰۰۰ متر مربع فضای آموزشی و رفاهی مشغول به تحصیل یا کار هستند. دانشگاه آزاد دارای بیش از ۳۰۰ هزار میلیارد تومان سرمایه، ۲۰ میلیون متر مربع فضای آموزشی و ۱۱٬۰۰۰ آزمایشگاه و کارگاه (ساها) و بیش از ۵۰۰ واحد و مرکز آموزشی است.
دانشگاه همچنین دارای ۷۰۰ مدرسه با حدود ۱۰۰٬۰۰۰ دانش آموز است در حال حاضر ۱۰ مجتمع بیمارستانی این دانشگاه در حال فعالیت هستند و ۱۰ مجتمع بیمارستانی دیگر نیز به زودی به این مجموعه اضافه خواهند شد. این دانشگاه عهده‌دار ۳۸ درصد بار آموزش عالی در حوزه‌های مختلف و بیش از ۴۰ درصد بار آموزش پزشکی کشور است. حوزه علوم پزشکی دانشگاه آزاد اسلامی دارای ۹۳ واحد دانشگاهی، هزار و ۸۰۶ عضو هیئت علمی، ۶۱ هزار دانشجو در مقاطع مختلف تحصیلی، ۵۱ رشته دانشگاهی، هزار و ۵۰۰ تخت بیمارستانی در ۱۰ بیمارستان کشور و ۱۳ مجله علوم پزشکی است.
این سامانه دانشگاهی شامل تمامی واحدهای دانشگاهی آن بر پایه رنکینگ بین‌المللی URAP با رتبه ۲۲۶ در دنیا و رتبه ۲ در ایران بعد از دانشگاه تهران، از معتبرترین دانشگاه‌ها در ایران محسوب می‌شود. این نظام رتبه‌بندی بر اساس میزان تولیدات علمی کار می‌کند و دانشگاه آزاد اسلامی به صورت یک سامانه دانشگاهی (نه یکایک واحدهای دانشگاهی به صورت جداگانه) در آن شرکت نموده است. برند دانشگاه آزاد اسلامی در سال ۱۳۹۲ در دهمین جشنواره ملی قهرمانان صنعت ایران به عنوان یکی از ۱۰۰ برند برتر ایران شناخته شد. دانشگاه آزاد اسلامی همانند دیگر مؤسسات آموزشی در ایران، زیر نظر شورای عالی انقلاب فرهنگی فعالیت می‌کند. نوع مدرک اعطایی به فارغ‌التحصیلان این دانشگاه، به صورت مستقل و از طرف دانشگاه آزاد اسلامی اعطا می‌گردد (با قید محل تحصیل). این دانشگاه عضو اتحادیه دانشگاه‌های جهان اسلام است. هم‌اکنون عبدالله جاسبی، ریاست این اتحادیه را بر عهده دارد.

## فساد دانشگاه آزاد اسلامی

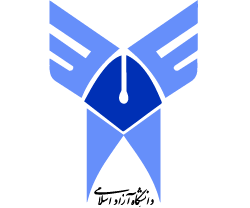
لوگوی دانشگاه آزاد اسلامی واحد پزشکی تهران